# Synagoga Bera Senderowicza i Chaima Potera w Łodzi
Synagoga Bera Senderowicza i Chaima Potera w Łodzi – prywatny dom modlitwy znajdujący się w Łodzi, przy ulicy Aleksandryjskiej 5.
Synagoga została zbudowana w sierpniu 1903 roku, z inicjatywy Bera Abrama Senderowicza i Chaima Potera. Mogła ona pomieścić 50 osób. Podczas II wojny światowej hitlerowcy zdewastowali synagogę.